# اچ‌ام‌سی‌اس آتاباسکن (آر۷۹)
اچ‌ام‌سی‌اس آتاباسکن (آر۷۹) (به انگلیسی: HMCS Athabaskan (R79)) یک کشتی بود که طول آن ۳۷۷ فوت (۱۱۴٫۹ متر) بود. این کشتی در سال ۱۹۴۵ ساخته شد.